# سیارک ۱۴۹۴
سیارک ۱۴۹۴ (به انگلیسی: 1494 Savo، نامگذاری:1938SJ) هزار و چهارصد و نود و چهارمین سیارک کشف شده‌است که در ۱۶ سپتامبر ۱۹۳۸ کشف شد.
قدر مطلق سیارک برابر ۱۲٫۷۰ است.